# Тетрагидроксоборат натрия
Тетрагидроксоборат натрия — неорганическое соединение,
комплексный гидроксид натрия и бора с формулой Na[B(OH)4],
бесцветные кристаллы,
растворяется в воде,
образует кристаллогидраты.

## Получение
- Растворение борной кислоты в растворе гидроокиси натрия:

{\displaystyle {\mathsf {NaOH+H_{3}BO_{3}+2H_{2}O\ {\xrightarrow {}}\ Na[B(OH)_{4}]\cdot 2H_{2}O}}}
- Растворение тетрабората натрия в горячем растворе гидроокиси натрия:

{\displaystyle {\mathsf {Na_{2}B_{4}O_{7}\cdot 10H_{2}O+2NaOH\ {\xrightarrow {60^{o}C}}\ 4Na[B(OH)_{4}]+3H_{2}O}}}

## Физические свойства
Тетрагидроксоборат натрия образует бесцветные кристаллы.
Хорошо растворяется в холодной воде, разлагается в горячем растворе. Образует кристаллогидрат состава Na[B(OH)4]•2H2O.

## Химические свойства
- При нагревании разлагается с образованием метабората натрия:

{\displaystyle {\mathsf {Na[B(OH)_{4}]\xrightarrow {306^{o}C} NaBO_{2}+2H_{2}O}}}
- В горячем растворе переходит в тетраборат натрия:

{\displaystyle {\mathsf {4Na[B(OH)_{4}]\xrightarrow {t} Na_{2}B_{4}O_{7}+2NaOH+7H_{2}O}}}
- Разлагается кислотами[1]:

{\displaystyle {\mathsf {Na[B(OH)_{4}]+HCl\xrightarrow {} NaCl+[B(H_{2}O)(OH)_{3}]}}}
{\displaystyle {\mathsf {2Na[B(OH)_{4}]+2H_{2}SO_{4}\xrightarrow {} 2NaHSO_{4}+2B(OH)_{3}\downarrow +2H_{2}O}}}